# Sholinganallur (Taluk)
Der Taluk Sholinganallur (Tamil: சோளிங்கநல்லூர் வட்டம்) ist ein Taluk (Subdistrikt) des Distrikts Kanchipuram im indischen Bundesstaat Tamil Nadu. Hauptort ist die namensgebende Stadt Sholinganallur.

## Geografie
Der Taluk Sholinganallur liegt im Nordosten des Distrikts Kanchipuram im Vorortgürtel der Metropole Chennai (Madras) an der Küste des Golfs von Bengalen. Er grenzt an die Taluks Chengalpattu im Süden, Tambaram im Westen und Alandur im Nordwesten sowie an den Stadtdistrikt Chennai im Norden. Die Fläche des Taluks Sholinganallur beträgt 135,5 Quadratkilometer.

## Bevölkerung
Nach der Volkszählung 2011 hat der Taluk Sholinganallur 548.654 Einwohner. Durch die Nähe zur Metropole Chennai ist der Taluk stark urbanisiert und dicht besiedelt: 87,2 Prozent der Bevölkerung werden als städtisch, nur 12,8 Prozent als ländlich klassifiziert. Die Bevölkerungsdichte beträgt 4.049 Einwohner pro Quadratkilometer.

## Geschichte
Der Taluk Sholinganallur entstand im Jahr 2009, als der Taluk Tambaram in die drei Taluks Tambaram, Alandur und Sholinganallur aufgeteilt wurde. Durch die Stadterweiterung Chennais im Jahr 2011 wurde ein Teil des Taluks Sholinganallur samt dem Hauptort Sholinganallur in das Stadtgebiet Chennais eingegliedert.

## Städte und Dörfer
Zum Taluk Sholinganallur gehören die folgenden Orte:
Städte:
- Pallikaranai
- Perungudi
- Puzhithivakkam-Ullagaram
- Sholinganallur

Dörfer:
- Arasankalani
- Injambakkam
- Jalladiampet
- Karapakkam
- Koilambakkam
- Kottivakkam
- Medavakkam
- Madippakkam
- Neelankarai
- Oggiyamduraipakkam
- Ottiambakkam
- Palavakkam
- Perumbakkam
- Semmanjeri
- Sittalapakkam
- Uthandi
- Vengavasal